# ويلي سيمز (كرة سلة)
ويلي سيمز (بالإنجليزية: Willie Sims)‏ مواليد 16 يونيو 1958 في نيويورك، هو لاعب كرة سلة أمريكي معتزل. بدأ مسيرته الاحترافية في سنة 1981. تم اختياره من قبل فريق دنفر ناغتس خلال الدرافت. يبلغ طوله 6 قدم 3 بوصة (1.9 م). اعتزل اللعب في 1999.